# Borovo (Roese)
Borovo (Bulgaars: Борово) is een klein stadje met 1.759 inwoners in het noordoosten van Bulgarije in de  oblast Roese. Borovo is op 7 september 1984 uitgeroepen tot stad, daarvoor was het officieel nog een dorp. Het stadje Borovo is tevens ook het administratieve centrum van de gemeente Borovo, waar de volgende 6 nabijgelegen dorpen bij worden opgeteld: Batin, Brestovitsa, Ekzarch Josif, Gorno Ablanovo, Obretenik en Volovo. De stad Roese ligt op 50 km afstand. 